# Paralygris contorta
Paralygris contorta är en fjärilsart som beskrevs av W. Warren 1900. Paralygris contorta ingår i släktet Paralygris och familjen mätare. Inga underarter finns listade i Catalogue of Life.